# Корольово (Аскінський район)
Корольо́во (рос. Королёво, башк. Королев) — присілок у складі Аскінського району Башкортостану, Росія. Входить до складу Євбуляцької сільської ради.
Населення — 54 особи (2010; 75 у 2002).
Національний склад:
- башкири — 48 %
- росіяни — 37 %